# Ī̌
Ī̌ (minuskule: ī̌) je speciální znak latinky. Nazývá se I s vodorovnou čárkou a háčkem. Jediným jazykem, který toto písmeno používá je indiánský jazyk kaska, který se řadí se do skupiny athabaských jazyků a má asi 240 rodilých mluvčích. Používá se v Kanadě, konkrétně v Severozápadních teritoriích, v Yukonu a v Britské Kolumbii.

## Unicode
V Unicode mají písmena Ī̌ a ī̌ tyto kódy:
- Ī̌: buď <U+012A, U+030C> nebo <U+0049, U+0304, U+030C>
- ī̌: buď <U+012B, U+030C> nebo <U+0069, U+0304, U+030C>